# ساتوشی اویشی
ساتوشی اویشی (انگلیسی: Satoshi Oishi؛ زادهٔ ۲۶ ژوئن ۱۹۷۲) بازیکن فوتبال اهل ژاپن است.
از باشگاه‌هایی که در آن بازی کرده‌است می‌توان به باشگاه فوتبال کاشیوا ریسول اشاره کرد.